# 李彦群
李彦群（1970年—），辽宁北票人，汉族，中华人民共和国政治人物、全国人民代表大会吉林地区代表。

## 生平
毕业于清华大学高级工商管理专业，加入中国民主同盟，担任吉林神华工贸（集团）有限公司董事长。2008年起担任全国人大代表。2013年，被选为全国人大代表。